# Notářská komora
Notářská komora (slovensky notárska komora, německy Notarkammer v Německu, Notariatskammer v Rakousku a Notarenverband ve Švýcarsku, polsky izba notarialna, slovinsky notarska zbornica, maďarsky közjegyzői kamara, francouzsky chambre des notaires) je právnická osoba sdružující všechny notáře se sídlem v jejím územním obvodu.

## Česká republika
V České republice jsou notářské komory zřízeny v obvodu každého krajského soudu a jejich obvody a sídla notářských komor se shodují s obvody a sídly těchto soudů. České regionální notářské komory jsou sdruženy v Notářské komoře České republiky, která reprezentuje notáře na celostátní úrovni; jejími členy nejsou jednotliví notáři, nýbrž regionální notářské komory.
Notář se stává členem notářské komory dnem jeho jmenování a členství v notářské komoře zaniká jeho odvoláním nebo smrtí. Příjmy notářské komory tvoří členské příspěvky, dary a jiné příjmy. Členské příspěvky jsou notáři povinni platit ve výši stanovené kolegiem příslušné komory.

### Orgány
Každá regionální notářská komora má tyto orgány:
- kolegium
- prezídium
- prezident
- revizní komise

Nejvyšším orgánem notářské komory je kolegium. Právo účastnit se jednání kolegia mají notáři a notářští kandidáti z obvodu příslušné notářské komory; notářští kandidáti mají jen poradní hlas.
Prezídium je řídícím a výkonným orgánem notářské komory; má pět až devět členů.
Prezident zastupuje notářskou komoru navenek a jedná jejím jménem ve všech věcech, řídí jednání kolegia a svolává prezídium nejméně jednou za tři měsíce. Prezidenta zastupuje viceprezident.
Revizní komisi tvoří předseda a další dva členové. Členství v revizní komisi je neslučitelné s členstvím v prezídiu. Revizní komise kontroluje plnění usnesení kolegia a činnost prezidia.

### Regionální notářské komory a jejich prezidenti
- Notářská komora pro hlavní město Prahu (obvod Městského soudu v Praze, v září 2011 sdružovala 67 notářů, v prosinci 2017 67 notářů):
  - JUDr. Jan Hofmann, notář v Praze (1993–1995)
  - JUDr. Jiří Svoboda, notář v Praze (1996–2001, 2011–2013)
  - JUDr. Václav Kouba, notář v Praze (2002–2010)
  - Mgr. Radim Neubauer, notář v Praze (2014)
  - JUDr. Věra Sáblíková (od 2015)

- Notářská komora v Praze (obvod Krajského soudu v Praze, v září 2011 sdružovala 59 notářů, v prosinci 2017 59 notářů):
  - JUDr. Petr Bílek, notář v Praze (1993–1996)
  - JUDr. Ivan Houdek, notář v Příbrami (1996-???)
  - JUDr. Šárka Novotná, notářka v Praze (od ???)

- Notářská komora v Českých Budějovicích (obvod Krajského soudu v Českých Budějovicích, v září 2011 sdružovala 33 notářů, v prosinci 2017 31 notářů):
  - JUDr. Kamil Hrdina, notář v Českém Krumlově (1993–2002)
  - JUDr. Stanislav Hroch, notář v Táboře (2002–2008)
  - JUDr. Eva Ivicová Brejchová, notářka v Českých Budějovicích (2008–???)
  - JUDr. Vladimíra Kotrlíková (od ???)

- Notářská komora v Plzni (obvod Krajského soudu v Plzni, v září 2011 sdružovala 49 notářů, v prosinci 2017 48 notářů):
  - JUDr. Libuše Stehlíková, notářka v Plzni (1993–2002)
  - JUDr. Helena Marková, notářka v Mariánských Lázních (2002–2005)
  - JUDr. Josef Burda, notář v Plzni (2005–???)
  - JUDr. Jan Stránský (od ???)

- Notářská komora v Ústí nad Labem (obvod Krajského soudu v Ústí nad Labem, v září 2011 sdružovala 37 notářů, v prosinci 2017 37 notářů):
  - JUDr. Jiří Škorpík, notář v Jablonci nad Nisou (1993–1999, od ???)
  - JUDr. Jiří Chabr, notář v Chomutově (1999–???)
  - JUDr. Václava Švarcová, notářka v Liberci (2011–???)
  - JUDr. Ladislava Holasová, notářka v České Lípě (???-???)

- Notářská komora v Hradci Králové (obvod Krajského soudu v Hradci Králové, v září 2011 sdružovala 56 notářů, v prosinci 2017 56 notářů):
  - Miloš Habrman, notář v Ústí nad Orlicí (1993–2011)
  - JUDr. Eva Turinská, notářka v Chotěboři (2011–???)
  - JUDr. Olga Medunová (od ???)

- Notářská komora v Brně (obvod Krajského soudu v Brně, v září 2011 sdružovala 81 notářů, v prosinci 2017 80 notářů):
  - JUDr. Zdeněk Ryšánek, notář v Brně (1993–1999, od 2008)
  - JUDr. Jiřík Fleischer, notář v Brně (1999–2008)

- Notářská komora v Ostravě (obvod Krajského soudu v Ostravě, v září 2011 sdružovala 65 notářů, v prosinci 2017 64 notářů):
  - JUDr. Josef Kawulok, notář v Ostravě (1993–1996, od 2005)
  - JUDr. Vladimír Polášek, notář v Orlové-Lutyni (1996–2005)

### Historie
Dlouhodobá úprava notářství a tím i existence notářských komor se na území Rakouska-Uherska a později první československé republiky datuje od přijetí notářského řádu č. 75/1871 ř. z. Tehdy tvořili notáři se sídlem v obvodu každého sborového soudu první instance (tj. krajského soudu) notářský sbor (kolegium); pokud bylo v obvodu tohoto soudu zřízeno alespoň 15 notářských úřadů, existovala zde samostatná notářská komora, v opačném případě její působnost vykonával dotyčný krajský soud nebo mohlo být několik sousedních notářských sborů sloučeno ve společný sbor. Tak v Čechách k roku 1878 existovala notářská komora pražská, mostecko-litoměřická, táborská, českolipsko-liberecká, mladoboleslavsko-jičínská, písecko-plzeňská, budějovická, hradecko-chrudimská, chebská a kutnohorská. Postupně se však slučovaly, např. pražská notářská komora měla už v roce 1908 ve své působnosti navíc obvody mladoboleslavského, jičínského, kutnohorského, táborského, píseckého a plzeňského krajského soudu. Na Moravě byly komory v Brně a v Olomouci a ve Slezsku komora opavská.
Po německé okupaci zůstal za hranicemi celý obvod notářské komory v Chebu a větší části obvodů notářské komory mostecko-litoměřické, liberecké a opavské, zbývající území byla opatřením stálého výboru č. 285/1938 Sb. připojena k notářské komoře v Praze, resp. Olomouci (olomoucká však byla vzápětí vládním nařízením č. 348/1938 Sb. sloučena s brněnskou). Situace tak nakonec vedla ke stavu, kdy po roce 1945 existovaly jen dvě notářské komory, pražská a brněnská, svým vymezením odpovídající obvodům vrchních soudů. Ne však nadlouho, zákonem o notářství č. 201/1949 Sb. byly notářské komory zrušeny a k jejich obnovení jako samosprávných orgánů notářské reprezentace došlo až roku 1990. Opět podle krajských soudů, ale navíc se zastřešující Notářskou komorou České republiky.

## Situace v jiných státech
Na Slovensku nejsou regionální notářské komory zřízeny, všichni notáři jsou členy celostátní Notárské komory Slovenskej republiky.
V Rakousku mají své regionální notářské komory jednotlivé spolkové země, pouze Vídeň, Dolní Rakousy a Burgenland mají společnou notářskou komoru (se sídlem ve Vídni) a Tyrolsko s Vorarlberskem mají společnou notářskou komoru (se sídlem v tyrolském Innsbrucku).
V Německu jsou ve dvanácti spolkových zemích zřízeny notářské komory pro příslušnou spolkovou zemi, ve čtyřech zbývajících spolkových zemích je však více notářských komor (dvě nebo tři). V Dolním Sasku jsou notářské komory v Celle, Oldenburgu a Brunšviku, v Hesensku notářské komory ve Frankfurtu nad Mohanem a v Kasselu, v Severním Porýní-Vestfálsku je notářská komora zvlášť pro Porýní (se sídlem v Kolíně nad Rýnem) a zvlášť pro Vestfálsko (se sídlem v Hammu) a ve spolkové zemi Porýní-Falc notářská komora pro Falc (se sídlem v Germersheimu) a notářská komora v Koblenci (pro zbývající část této spolkové země). Na národní úrovni pak reprezentuje notáře Spolková notářská komora (Bundesnotarkammer), jejímž členy jsou jednotlivé německé notářské komory.
V Polsku je jedenáct regionálních notářských komor, které na národní úrovni reprezentuje Krajowa Rada Notarialna. Sídla regionálních notářských komor se kryjí se sídly apelačních soudů (obdoba českých vrchních soudů).
V Maďarsku je zřízeno pět regionálních notářských komor (v Budapešti, Rábu, Pětikostelí, Segedínu a Miškovci), sdružených v Maďarské národní notářské komoře (Magyar Országos Közjegyzői Kamara). Každá z regionálních notářských komor v Maďarsku má územní působnost pro čtyři župy, resp. v jednom případě pro tři župy a Budapešť jako město se zvláštním statutem.
Ve Slovinsku existuje jak celostátní notářská komora (Notarska zbornica Slovenije – Notářská komora Slovinska), jejímiž členy jsou všichni slovinští notáři a také notářští kandidáti (ti však mají při hlasování jen poradní hlas), tak regionální komory (območni zbori notarjev), jichž je osm – lublaňská, mariborská, celjská, koperská, hornokraňská (se sídlem v Krani), zámuřská (se sídlem v Murské Sobotě), novogorická a dolnokraňská (se sídlem v Novém Městě). Územní obvody regionálních notářských komor se většinou kryjí s územními obvody oblastních soudů (okrožna sodišča), pouze mariborská komora sdružuje notáře z územních obvodů tří oblastních soudů (v Mariboru, Ptuji a Slovinském Hradci) a dolnokraňská komora z územních obvodů dvou oblastních soudů (v Novém Městě a Kršku). Výkonný výbor Notářské komory Slovinska je tvořen předsedou Notářské komory Slovinska, zástupci regionálních notářských komor (po dvou zástupcích v případě lublaňské a mariborské komory, jinak po jednom zástupci za každou regionální komoru) a jedním zástupcem sboru notářských kandidátů (jen je-li v seznamu notářských kandidátů zapsáno více než deset notářských kandidátů).
V Nizozemsku jsou členy Královské notářské komory (Koninklijke Notariële Beroepsorganisatie) všichni nizozemští notáři a notářští kandidáti, regionální notářské komory nejsou v Nizozemsku zřízeny.